# جورج والتون (لاعب كريكت)
جورج والتون (بالإنجليزية: George Walton)‏ (3 ديسمبر 1863 - 30 يونيو 1921) هو لاعب كريكت بريطاني (وحمل سابقاً جنسية المملكة المتحدة لبريطانيا العظمى وأيرلندا). لعب مع نادي مقاطعة ليسترشاير للكريكت ‏.

## وصلات خارجية
- جورج والتون على موقع إي آس بي آن كريك إنفو (الإنجليزية)